# 沙磊
沙磊（英語：John Sudworth；？—），英国记者，曾任英国广播公司驻北京记者，於中国大陆生活了九年，后調派台灣。

## 經歷
2016年11月，沙磊在试图采访一名北京基层人大代表独立候选人时遇到不明身份人员阻拦和暴力驱逐。
2017年3月，沙磊在采访一位上访人士时遭遇一群不明人士袭击，攝影機被毁坏，并被迫签署了认罪书。2017年12月，英國廣播公司播出介紹中國大陸人臉識別監控系統的新聞。沙磊實地測試了該系統找人的能力，在将自己的面部信息交给警方后，他從市區走到車站7分钟后就被系统识别。
2020年8月4日，沙磊發布一段影片，片中的維吾爾族男子麥爾丹·阿巴稱被政府囚禁於拘留營。
2021年2月4日，中華人民共和国外交部新闻司发表声明，批评英国广播公司在同年1月29日播出的《新冠疫情：武漢以歌頌和否認，紀念爆發一週年》中“将一段反恐演习视频作为中国防疫部门‘暴力执法、侵犯人权’新闻播出”。沙磊回应指相关影片片段确实是警察的防疫演习，官方发布的影片描述没有提到“反恐”。
2021年3月11日，BBC表示：「原駐中國記者沙磊已調派台灣。他將中國當局不希望全世界知道的真相曝光。BBC對他在北京這段時間的獲獎報導引以為傲，他仍是我們報導中國新聞的記者。」隨同的還有其妻子莫瑞（Yvonne Murray）和三個幼子。而沙磊則在BBC專訪時表示：「針對新疆、病毒及香港議題所作的報導對中國來說很敏感，在過去幾年內持續受到來自中國當局的壓力和威脅，這狀況在近幾個月以來越來越惡化，中共在他們控制的幾個平台上進行文宣攻擊，不僅是BBC受到攻擊，同時也針對我個人。過去時常會受到中方受到威脅要採取法律行動，在試圖拍攝時也會受到監控、阻礙和騷擾，而我和BBC都認為繼續在北京太過危險，必須要進行搬遷，所以最後就決定落腳台北。即使當我們要離開機場時，後方仍有便衣公安跟隨至出境大廳，而這就是目前要在中國進行報導所要面對的嚴酷現實。」
3月31日，中華民國總統府发言人在推特上表示：「歡迎回到台灣，相信您會發現自由民主國家是一個舒適的新家，在這裡可以繼續進行重要的工作，揭露當權者試圖向世界隱瞞的故事。」同日，中華人民共和國外交部新闻发言人华春莹在记者会上回应表示：“如果沙磊认为他的报道是公正客观的，‌‌那他就应该勇敢面对，‌‌不用害怕，‌‌如果有证据表明他受到威胁，他就应该报警，‌‌我们会保护他的安全，‌‌但是他跑什么呢？这说明什么问题？”駐華外國記者協會表示，沙磊过去两年的签证有效期比驻华记者通常一年的有效期短，「沙磊和他在BBC的同事受到的刁难，是对驻华外国记者大规模的、以阻挠其工作为目的的骚扰和恫吓的一部分，并使他们的中方新闻助理陷于越来越大的压力。」

## 评价
2020年因报道新疆再教育營获乔治·波尔克奖。